# Setaphis atlantica
Setaphis atlantica är en spindelart som först beskrevs av Lucien Berland 1936.  Setaphis atlantica ingår i släktet Setaphis och familjen plattbuksspindlar. Inga underarter finns listade i Catalogue of Life.